# چقدر (ترانه چارلی پوث)
«چقدر» تک‌آهنگی از هنرمند اهل ایالات متحده آمریکا چارلی پوث است. این تک‌آهنگ در آلبوم یادداشت‌های صوتی قرار داشت.
این تک‌آهنگ در چارت مکزیک در رتبه یک چارت‌های بریتانیا، مالزی، لبنان، و اسرائیل جزو ده ترانه اول قرار گرفت.طرفداران چارلی میگویند که او این آهنگ را برای سلنا گومز خوانده است، زیرا در موزیک ویدیو آهنگ، تصویری از یک دختر که به سلنا گومز شباهت دارد دیده می‌شود.به هر حال پوث این را رد یا تایید نکرده است!